# エジプト第2王朝
エジプト第2王朝（エジプトだい2おうちょう、紀元前2890年頃？ - 紀元前2686年？）は、エジプト初期王朝時代の古代エジプト王朝。

## 歴史
エジプト第2王朝は、先行するエジプト第1王朝よりも記録史料が乏しく、通史的な歴史は現在の所復元されていない。マネトの記録によれば、第2王朝には9人の王がいた。しかしマネトの記す王名は、わずかに知られている同時代史料に登場する王名と一致しない。
その首都はティニスであった。ニネチェル王の治世には家畜調査などが繰り返されたことがわかっており、領内への統制を強めようとする王権の動きを見ることができる。一方で旧来の上エジプト（ナイル上流）の有力者達はこういった動きに反発し、第6代のペルイブセンの治世には何らかの混乱があったといわれている。これらをうかがわせる根拠はペルイブセンの治世に、王名であるホルス名がセト名に切り替えられている点である。これはホルス神からセト神に王権守護神が変更されたことを示しており、ベルイブセンがセト神を信仰するナカダ勢力の後押しを受けていたことを示している可能性があると指摘される。
しかし、セト名の復活は一時的なものであり、カセケム王の時代にはホルス名が復活した。カセケムはセト派との妥協のため、一時的にホルス・セト名を用い、カーセケムイと改名もしたが、以降エジプトではホルス名が確立する。これは王権理念が一つの完成を見たことを意味するといわれる。現存するカセケムの座像の台座には、下エジプトで47,209人の敵を倒したことが記されており、カセケムとセト派とのあいだで内戦が起こったことが確認できる。
紀元前27世紀初頭頃にエジプトの支配権はエジプト第3王朝へと移ったといわれている。

## 歴代王
マネトはエジプト第2王朝の9人の王の名前を記録している。しかしこれは今日知られている考古学的な第2王朝の王達と一致しない。これを整合させることは困難であると考えられている
| 王名           | マネトによる備考                                                         |
| -------------- | ------------------------------------------------------------------------ |
| ボエトス       | 彼の時代にブバスティスで地割れが起こり多数の死者が出た                   |
| カイエコス     | 彼の時代に雄牛（アピスとムネヴィス）とメンデスの山羊が神として崇拝された |
| ピノトリス     | 彼の時代に女性も王位に上れることが定められた                             |
| トラス         |                                                                          |
| セテネス       |                                                                          |
| カイレス       |                                                                          |
| ネフェルケレス |                                                                          |
| セソクリス     |                                                                          |
| ケネレス       |                                                                          |

| ホルス名                   | ネブティ名（二女神名） | 備考 |
| -------------------------- | ---------------------- | --- |
| ヘテプセケムイ             |                        | |
| ラネブ                     | ウェネグ               | ホルス名はネブラと読む説もある                                                                                             |
| ニネチェル                 |                        | |
| セネド                     |                        | |
| セト・ペルイブセン         |                        | 彼の名前はホルス名ではなくセト名。当初はホルス名セケムイブを使用していたが後に変更                                         |
| セケムイブ・ペルエンマート |                        | セト・ペルイブセンと同一人物である可能性がある                                                                             |
| カセケム                   |                        | 後にホルス名とセト名を合わせたホルス・セト名を用い、カセケムイと改名した。カセケムとカセケムイは別の王であるという説もある |